# غراهام كلارك (مغني)
غراهام كلارك (بالإنجليزية: Graham Clarke)‏ هو مغني ومغن مؤلف أمريكي، ولد في 11 يوليو 1970 في تينيك (نيوجيرسي) في الولايات المتحدة.

## وصلات خارجية
- الموقع الرسمي